# March 723
Der March 723 war ein Formel-3-Rennwagen, der 1972 von March Engineering gebaut wurde.

## Entwicklungs- und Renngeschichte
Der March 723 war das Nachfolgemodell des March 713, des Formel-3-Rennwagens der Saison 1971, der der Grundentwurf für alle March-Formel-3-Fahrzeuge bis 1978 war. Eingesetzt wurde der 723 in der britischen Formel-3-Meisterschaft vom Werksteam und vielen Privatfahrern. Unter anderem fuhr James Hunt den Wagen in der britischen Meisterschaft. Der 723 war bei Weitem nicht der schnellste Wagen des Jahres und so wechselten viele Fahrer Mitte der Saison zu den Konkurrenzprodukten von GRD und Ensign. Erfolgreich war die auf dem 723 basierende Formel-Atlantic-Version des March 722, die in Großbritannien und den USA diese Rennserie beherrschte. 
Insgesamt wurden 20 723 gebaut. In Deutschland war unter anderem das Eifelland-Team mit den March 723 unterwegs. 1973 löste der weit erfolgreichere March 733 den 723 ab.

## Technik
Die wichtigsten Änderungen waren die Umstellung auf seitliche Kühler und eine Chisel-Nase mit Flügeln. Die hinteren unteren Querlenker wurden durch parallele Unterlenker ersetzt und die vordere und hintere Spurweite vergrößert. Der Wagen litt an einem inkonsistenten Fahrverhalten und einem Mangel an Topspeed. Die Aufhängung wurde daher im Laufe der Saison auf die Spezifikation des 713 zurückgebaut, die Spur verengt, eine bauchige Nase hinzugefügt und schließlich der Kühler wieder an die Front verlegt, was die Probleme des Wagens behob.
Der Wagen hatte ein Leergewicht von 410 kg und war mit einem Hewland Mk8 5-Gang-Getriebe ausgestattet.